# 쿠노 내각
쿠노 내각(독일어: Kabinett Cuno)은 1922년 11월 22일부터 1923년 8월 12일까지 존속한 바이마르 공화국의 내각이다. 바이마르 공화국 내각 중에서 최초로 정당 무소속 인물이 총리에 부임했으며, 중앙당, 바이에른 인민당, 인민당, 민주당 소속 인물들로 내각이 구성됐다. 그러나 사회민주당이 8월에 의회에서 불신임안을 가결하자 해산됐다.

## 내각 구성
1922년 11월 중앙당의 요제프 비르트가 이끄는 내각은 초인플레이션으로 대표되는 경제 위기에 따른 대중의 반발을 이겨내지 못하고 붕괴됐다. 그러자 프리드리히 에베르트 대통령은 의회의 승인을 받지 않고 대통령권을 이용해 경제관료 출신의 빌헬름 쿠노를 총리로 임명했다. 쿠노는 어느 정당에서 소속되지 않은 인물로, 무소속인 쿠노가 총리로 임명된 것은 바이마르 공화국 역사상 처음 있는 일이었다. 쿠노는 임명되자 중앙당 2명, 민주당 2명, 인민당 2명, 바이에른 인민당 1명, 무소속 3명, 차관급 인사 1명으로 내각을 구성했다. 특히 바이마르 공화국에 비판적이었던 인민당이 내각에 참여한 것은 이번이 처음이었다. 그러나 쿠노 내각은 경제 위기를 해결하지 못하면서 위기를 맞았다. 1923년 8월 그동안 내각을 지지해왔던 사회민주당이 의회에서 쿠노 내각의 불신임안을 가결하자 내각은 해산됐다. 이어서 인민당 의장인 구스타프 슈트레제만이 이끄는 내각이 등장했다.

## 내각 명단
| 직책         | 초상 | 초상 | 성명                          | 정당            | 비고                                   |
| ------------ | ---- | ---- | ----------------------------- | --------------- | -------------------------------------- |
| 총리         |      |      | 빌헬름 쿠노                   | 무소속          |                                        |
| 외무장관     |      |      | 프레데리크 폰 로젠베르크      | 무소속          |                                        |
| 내무장관     |      |      | 루돌프 외저                   | 민주당          |                                        |
| 재무장관     |      |      | 안드레아스 헤르메스           | 중앙당          |                                        |
| 경제장관     |      |      | 요하네스 베커 (1869~1951)     | 인민당          |                                        |
| 국고장관     |      |      | 하인리히 알베르트             | 무소속          |                                        |
| 노동장관     |      |      | 하인리히 브라운스 (1868~1939) | 중앙당          |                                        |
| 법무장관     |      |      | 루돌프 하인체                 | 인민당          |                                        |
| 국방장관     |      |      | 빌헬름 그뢰너                 | 무소속          |                                        |
| 스포츠장관   |      |      | 게오르크 제첼                 | 바이에른 인민당 |                                        |
| 교통장관     |      |      | 테오도어 폰 게라르트          | 중앙당          | 1929년 2월 6일까지                     |
| 교통장관     |      |      | 게오르크 제첼                 | 바이에른 인민당 | 1929년 2월 7일부터 1929년 4월 13일까지 |
| 교통장관     |      |      | 아담 슈테거발트               | 중앙당          | 1929년 4월 13일부터                    |
| 식품농업장관 |      |      | 헤르만 디트리히 (1879~1954)   | 민주당          |                                        |
| 점령지역장관 |      |      | 테오도어 폰 게라르트          | 중앙당          | 1929년 2월 6일까지                     |
| 점령지역장관 |      |      | 요제프 비르트 (1879~1956)     | 중앙당          | 1929년 4월 13일부터                    |